# 星际迷航：遗产
《星际迷航：遗产》是由美国新英格兰工作室开发、贝塞斯达软件公司发行的一款基于星际旅行设定的电子游戏。星际迷航：遗产于2006年年底在北美和欧洲正式发行Windows和Xbox 360平台版本，这款游戏抢在2006年发行也是为了纪念星际旅行40周年。
在游戏中，玩家可以控制一个最多四艘星舰的舰队，游戏中的星舰囊括了星际旅行：进取号、星际旅行：初代和星际旅行：下一代三个不同时代的星际舰队星舰。游戏的主要目标是与敌对种族的战争和探索宇宙。
Windows平台版本的星际迷航：遗产并没有受到星迷和游戏评论家的好评，在GameRankings上，星际迷航：遗产的平均得分仅为4.8分。

## 设定

### 单人游戏
在星际迷航：遗产的单人游戏中，玩家将经历星际旅行：进取号、星际旅行：初代和星际旅行：下一代这三个时代，每个时代都有相应的任务和旗舰船，并最多能控制四艘星舰组成的舰队。每一个时代都有一个敌对种族，进取号的敌对种族为罗慕伦人，初代为克林贡人，下一代为博格人。在下一代的时代中，玩家还可以体验到星际旅行：深空九号和星际旅行：航海家号的设定。

### 故事线
星际迷航：遗产的故事线为：
- 乔纳森·亚契
  - 地球星舰进取号
- 詹姆斯·泰比里厄斯·柯克
  - 联邦星舰进取号 (NCC-1701)
  - 联邦星舰进取号 (NCC-1701-A)
- 让-吕克·皮卡尔
  - 战争英雄
  - 联邦星舰进取号 (NCC-1701-D)
  - 联邦星舰进取号 (NCC-1701-E)
- 本杰明·希斯科
  - 联邦星舰勇抗号 (NX-74205)
- 凯瑟琳·珍妮薇
  - 联邦星舰航海家号 (NCC-74656)

## 评价

### Xbox 360版本
星际迷航：遗产Xbox 360版本的评价总体较好，Xbox 360官方杂志称八成玩家认为星际迷航：遗产是最近几年里最好的一款宇宙模拟类游戏；Game Informer网站则给出了7.75分/10分的评价。
Xbox 360版本的星际迷航：遗产在操作上比个人电脑版要简单不少，这也是Xbox 360版的评分要比PC版高的原因之一。Game Chronicles杂志对星际迷航：遗产给出了9.1分/10分的评价，这也是这款游戏的最高评分。Game Chronicles杂志的评论家称：“这款游戏的指挥界面非常直观，让我眼前一亮，我原本以为此类游戏肯定会有极其复杂的指挥系统，但是这款游戏却设计的非常容易上手，一个训练关卡我就全懂了。”。
游戏基地对Xbox 360版本给出了7分/10分的评分，评语称“这款游戏囊括了5部星际旅行系列设定，其星舰之间的战斗十分华丽，标志性舰船也都设计的十分精细。”。评语还认为Xbox 360版本和PC版本最大的区别是Xbox 360版的操控更加方便，而PC版则需要及其精确的操作才能控制好手上的星舰。鼠标左右键及滚轮在操控性上远不如手柄出众。游玩Xbox 360版时，仅用几个小关卡的时间就能完全掌握该游戏的操作精髓。

### PC版本
虽然PC版本与Xbox 360的唯一区别就是控制方面的差异，但是PC版本的星际迷航：遗产并不受电玩评论家和玩家的欢迎。很多玩家不满PC版的控制和视角系统，因为在PC版中只有一种视角设定，且不能放大或缩小视角。存档系统也为人所诟病，PC版本中，只有当一个关卡完成后才可以进行存盘工作，在进行关卡时却不能进行存档，这给玩家带来很大的不便。除此之外，PC版本中还有许多未解决的BUG，多人游戏时也经常出现延迟现象，友方星舰的AI能力也很低。
尽管画质是星际迷航：遗产的主要卖点之一，但在PC版游戏中经常会出现丢帧、画面变为阴影、细节刻画不完美等问题。除画质外，游戏性也有很大的进步空间，例如玩家无法占领敌舰，也无法对本方星舰进行升级。
在PC版星际迷航：遗产中，星舰冲量引擎的速度是由鼠标滚轮进行控制，但一些玩家发现在游戏中有时滚轮会失效一段时间。IGN网站曾发表评论称：“星际迷航：遗产PC版的操控达到了让人恼火的程度。”；ActionTrip网站则称：“星际迷航：遗产是一个好游戏，但PC版却以糟糕的操控系统毁了它。”；GameSpot也对PC版的操控颇有意见，评论称：“学习星际迷航：遗产PC版的操作就像做噩梦一般。”。
作为一款宇宙模拟类游戏，游戏的自由度并不算太高，所有的星舰只能在地图规定的范围内穿梭。其真实性也被人诟病，例如若星舰撞上其他物体，星舰本身不会受到任何伤害，而只是被弹开而已。
尽管贝塞斯达软件公司宣传称星际迷航：遗产完全呈现了星云、虫洞、行星和恒星，但大部分恒星都以一个小点表现出来，行星则比玩家的星舰大不了多少。